# Sidymella benhami
Sidymella benhami là một loài nhện trong họ Thomisidae.
Loài này thuộc chi Sidymella. Sidymella benhami được Henry Roughton Hogg miêu tả năm 1910.